# Дорошков, Владимир Васильевич
Владимир Васильевич Дорошков (род. 16 августа 1956, п. Клетня Брянской области) — российский правовед, доктор юридических наук (2004), профессор (2011), член-корреспондент Российской академии образования (2012), член экспертного совета по праву Высшей аттестационной комиссии РФ, судья Верховного Суда Российской Федерации с 1994 по 2013 год. Заслуженный юрист Российской Федерации (2003).

## Биография
Окончил Саратовский юридический институт имени Д. И. Курского в 1982 г. (диплом с отличием), аспирантуру Российской правовой академии в 1996 г.
С ноября 1974 по ноябрь 1977 года во время действительной срочной службы служил гидроакустиком на атомной подводной лодке Краснознаменного Северного Флота.
С 1982 по 1985 год — народный судья Клетнянского районного суда Брянской области. С 1985 по 1994 год — судья Брянского областного суда. С 1994 по 2013 год — судья Верховного Суда Российской Федерации. Являлся Секретарем Пленума Верховного Суда Российской Федерации и учётным секретарем Научно-консультационного совета при Верховном Суде РФ. Ныне судья Верховного Суда Российской Федерации в почетной отставке. Имеет высший квалификационный класс судьи.
В 2003 году Указом Президента РФ В. В. Дорошкову присвоено звание «Заслуженный юрист Российской Федерации».

## Научная деятельность
Совмещая практическую и научную работу, с 1992 по 1996 год заочно обучался в аспирантуре Российской правовой академии. В 1997 году защитил диссертацию на соискание ученой степени кандидата юридических наук на тему: «Материально-правовые и процессуальные аспекты частного обвинения». В 2004 году защитил диссертацию на соискание ученой степени доктора юридических наук на тему: «Мировой судья. Исторические, организационные и процессуальные аспекты деятельности».
С 2004 года по настоящее время — профессор кафедры уголовного права, уголовного процесса и криминалистики МГИМО — Университета МИД России.
С 2005 года также является главным научным сотрудником и членом Ученого совета Республиканского научно-исследовательского института интеллектуальной собственности (РНИИИС).
В 2011 году ему присвоено ученое звание профессора.
В. В. Дорошков внес весомый вклад в разработку многих законопроектов, в том числе «О судах общей юрисдикции», «О Верховном Суде РФ», о внесении изменений и дополнений в УК и УПК РФ, федеральных целевых программ, проектов постановлений Пленума Верховного Суда РФ, в реформировании отечественной судебной системы, в разработке и внедрении модели мировых судей, специфике их подготовки и обучения, введении в судопроизводство апелляционного порядка обжалования и пересмотра судебных решений, противодействии незаконному обороту наркотических средств и психотропных веществ и т. д.
В. В. Дорошков является одним из составителей Сборников постановлений Пленума Верховного Суда Российской Федерации по уголовным, гражданским и административным делам. Соавтор широко известных научно-практических комментариев «Уголовного кодекса РФ» (14 изданий), «Уголовно-процессуального кодекса РФ» (9 изданий), учебников «Правоохранительные органы в России», «Уголовно-процессуальное право».
В 2012 году В. В. Дорошков в связи со значительным вкладом в научную и преподавательскую деятельность был избран членом-корреспондентом государственной академии наук «Российская академия образования» (РАО), включен в состав отделения профессионального образования РАО. Входит в состав экспертной группы РАО по проведению экспертизы отчетных документов о выполнении НИР научными организациями в сфере наук об образовании
В 2013 году вошел в состав экспертного совета по праву Высшей аттестационной комиссии при Министерстве образования и науки Российской Федерации.
Член Научно-консультативного совета Следственного комитета РФ.
Главный редактор журнала «Мировой судья». Член редколлегий и редакционных советов журналов «Государство и право», «Информационное право», «Бюллетень Верховного Суда РФ», «Уголовное право», «Уголовный процесс».

## Основные работы
Автор свыше 200 научных публикаций на тему судебной реформы в сфере мировой юстиции, судопроизводства по делам частного обвинения, апелляционного порядка проверки судебных решений, дифференциации форм уголовного судопроизводства, незаконного оборота наркотических средств, уголовно-правовой защиты интеллектуальной собственности, повышения эффективности профессионального образования.
Среди них:
- «Частное обвинение. Правовая теория и судебная практика». — М. Норма, 2000;
- «Руководство для мировых судей. Дела частного обвинения». — М. Норма, 2001;
- «Настольная книга мирового судьи». — М. Издательство БЕК, 2002;
- «Мировой судья. Исторические, организационные и процессуальные аспекты деятельности». — М. Норма, 2004;
- «Основания отмены и изменения судебных решений по уголовным делам». — М. Норма, 2007;
- «Судебное производство в уголовном процессе РФ. Практическое пособие по применению УПК РФ». — М. Юрайт-Издат, 2008;
- «Интеллектуальная собственность. Актуальные проблемы теории и практики» (том 1). — М. Юрайт, 2008;
- «Интеллектуальная собственность. Контрафакт. Актуальные проблемы теории и практики» (том 2). — М. Юрайт, 2009;
- «Защита интеллектуальной собственности. Актуальные проблемы теории и практики» (том 3). — М. Юрайт, 2010;
- «Практика применения уголовно-процессуального кодекса РФ». — М. Юрайт, 2011;
- «Производство по уголовным делам в суде первой инстанции. Научно-практическое пособие». — М. Норма, 2011;
- «Сборник постановлений Пленума Верховного Суда РФ (1967—2011). Разъяснения по уголовным делам». — М. Юридическая литература, 2011;
- «Сборник постановлений Пленума Верховного Суда РФ (1980—2011). Разъяснения по гражданским и административным делам». — М. Юридическая литература, 2012;
- «Правосудие в современном мире». — М, Норма, Инфра, 2012;
- «Управление интеллектуальной собственностью в государственных академиях». — М. ОАНО ВО МПСУ, ООО Новый проект, 2015;
- «Состояние современного правосудия». — МГИМО-Университет, 2016;
- «Мировоззренческие установки и структурные особенности судоустройства». — Брянск: ООО «Новый проект», 2018;
- «Мировоззренческие основы и структурные особенности российского судоустройства». — Брянск: ООО «Новый проект», 2018;
- «Идеи индивидуальной свободы и социальной солидарности в уголовном судопроизводстве». — М.: МГИМО Университет МИД России, 2019.